# خوسيه روبرتو غوميز سانتانا
خوسيه روبرتو غوميز سانتانا (بالبرتغالية: José Roberto Gomes Santana‏) (13 سبتمبر 1978 في البرازيل - ) هو لاعب كرة قدم برازيلي في مركز الوسط. لعب مع إمباكت مونتريال ونادي بالميراس ونادي كورينثيانز وRochester Rhinos ‏ وفانكوفر وايتكابس (نادي كرة قدم) وDetroit Ignition ‏ وTuna Luso Brasileira ‏ وHershey Wildcats ‏ ومونتريال إمباكت (1992–2011) وSan Diego Sockers (2009) ‏.

## وصلات خارجية
- خوسيه روبرتو غوميز سانتانا على موقع قاعدة بيانات كرة القدم.إي يو (الإنجليزية)